# 红石公园站
红石公园站位于中华人民共和国四川省成都市天府新区，是成都地铁1号线的地下车站。

## 车站概要
本站位于天府大道南段红石公园西侧，沿天府大道南段呈南北向布置，于2018年3月18日开通使用，因临近红石公园而得名。在1号线三期工程建设期间，本站曾使用工程名“香山站”。

## 车站结构

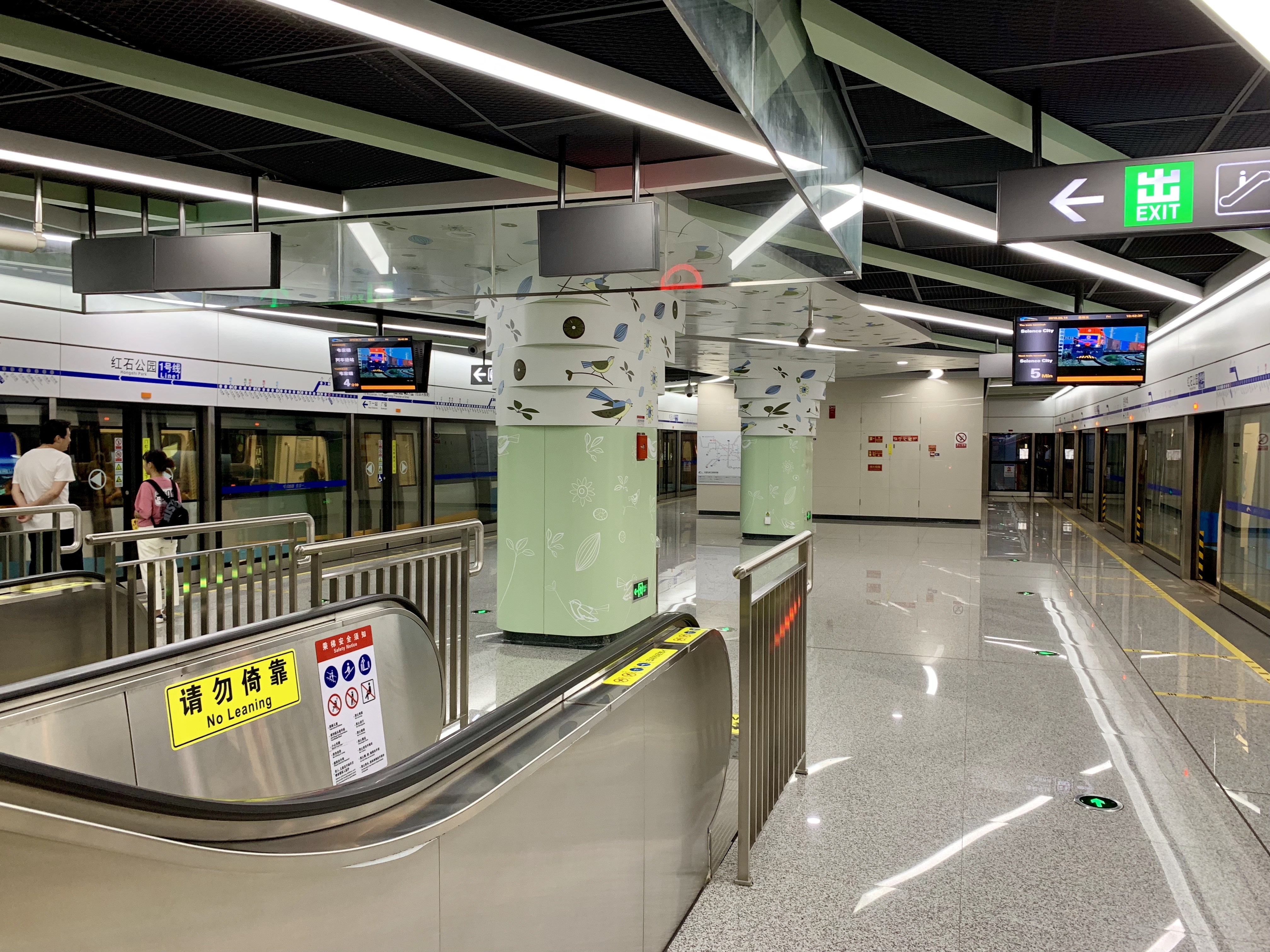
站台层
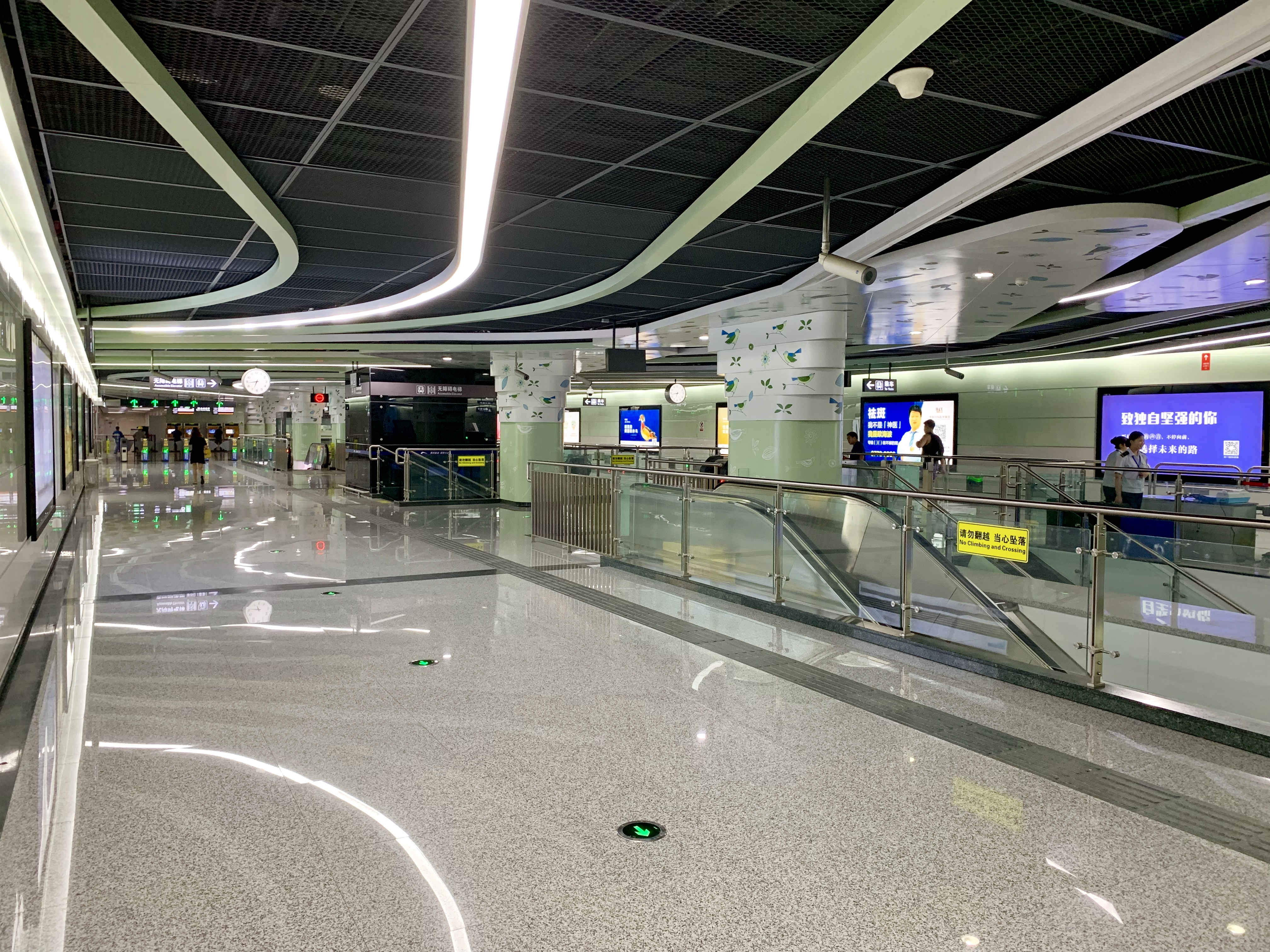
站厅层

本站为地下两层岛式站台车站。
| 地面      |                                | 出入口                         |  |
| 地下 一层 | 站厅层                         | 安检、售票机、站内商店         |  |
| 地下 二层 |                                | 1号线列车往韦家碾方向 （广福） |  |
| 地下 二层 | 岛式站台，左边车门将会开启     |                                |  |
| 地下 二层 | 1号线列车往科学城方向 （麓湖） |                                |  |

## 内装与公共艺术
本站为1号线三期工程4座艺术站之一。

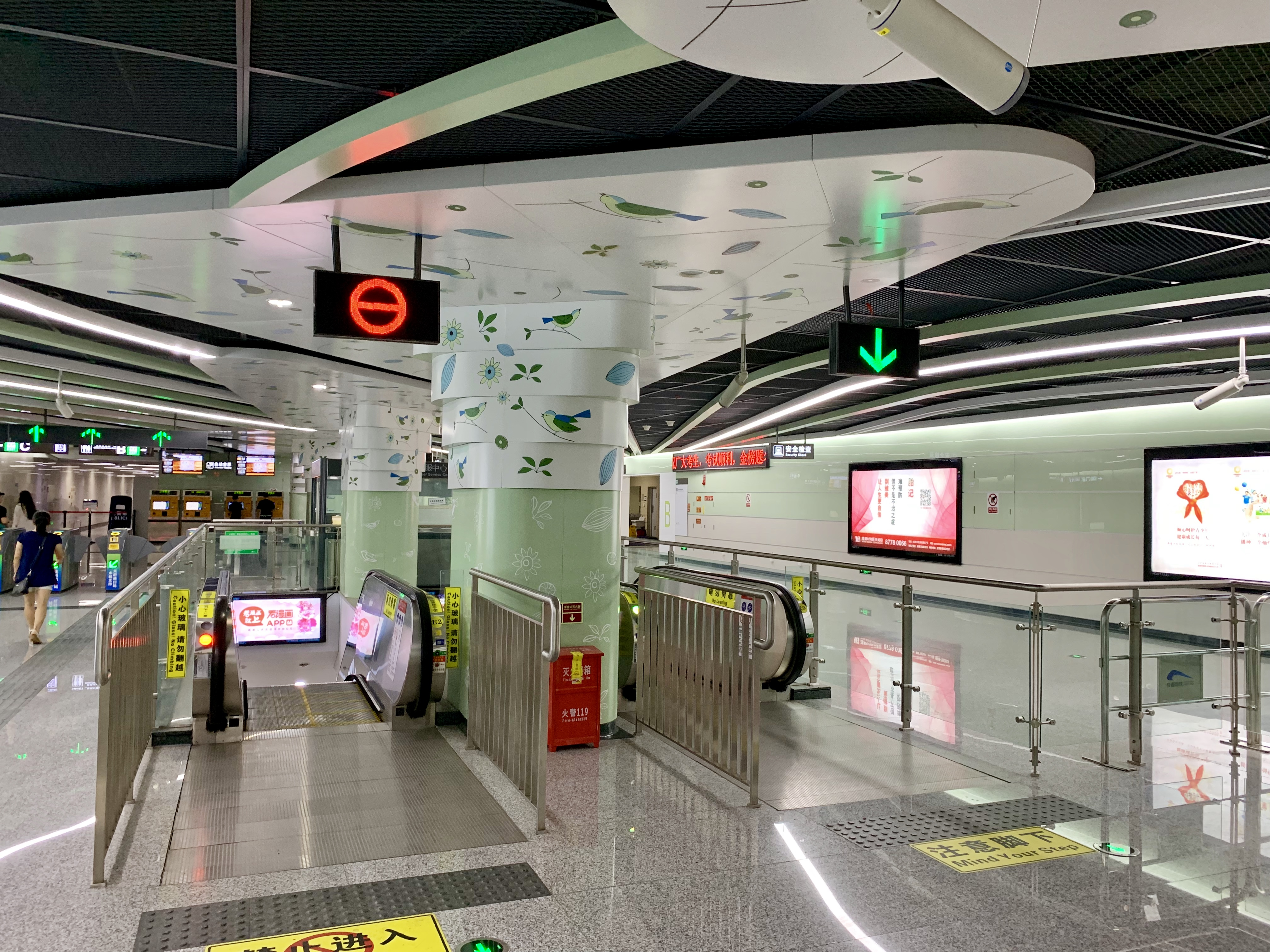
装饰立柱细节

本站位于麓湖生态区，周边有麓湖生态城和香山创意文化区，本站延续1号线一期“一站一景”的传统，整体色调为粉绿色和白色，支撑柱面采用叠级变化处理，运用象征生态宜居的鸟语花香元素点缀装饰柱面与天花，整体呈现出小清新风格。

## 出入口信息
本站目前开放4个出入口。
| 出口编号 | 设施         | 地点         | 可到达目的地 |
| -------- | ------------ | ------------ | ------------ |
|          |              |              |              |
|          |              | 天府大道南段 | 麓湖生态城   |
| 出口 · B | 无障碍卫生间 | 天府大道南段 | 麓湖生态城   |
| 出口 · C | 无障碍电梯   | 天府大道南段 | 红石公园     |
| 出口 · D |              | 天府大道南段 | 麓湖生态城   |

## 公交换乘
T1路，T3路等。

## 大事记
- 2017年11月13日，移交运营公司[5]；
- 2018年3月18日，正式开通使用[1]。